# Bruninho (futebolista)
Bruno Cardoso Gonçalves Santos, mais conhecido como Bruninho (Sorocaba, 25 de fevereiro de 1990) é um futebolista brasileiro que atua como meia ou atacante. Atualmente está sem clube.

## Carreira

### Atlético Sorocaba
Bruninho é cria das categorias de base do Atlético Sorocaba e tem como características a velocidade e o drible. Estreou pelo clube do interior paulista em 2010.

### Penapolense
Esteve, por empréstimo, no Penapolense, também de São Paulo em 2010, onde foi campeão do Campeonato Paulista - Série A3 daquele ano.

### Retorno ao Atlético Sorocaba
Voltou para o Atlético Sorocaba em meados de 2011. No ano seguinte, pela Série A2 de 2012, começou a se destacar quando disputou 15 partidas e marcou 6 gols. Chamou a atenção dos grandes clubes com as boas atuações no Campeonato Paulista de 2013 se mostrando um jogador versátil, atuando como meia. Bruninho repetiu o mesmo feito do ano anterior ao disputar 15 partidas e marcar 6 gols. Durante a competição, o Santos demonstrou interesse de contar com Bruninho, chamar a atenção do treinador Muricy Ramalho quando o Atlético Sorocaba enfrentou o Peixe pelo Paulistão, tendo inclusive um bate-papo entre os dois após o apito final. Depois do interesse do Santos, foi a vez do Flamengo de demonstrar interesse de contar com Bruninho. Com ambos os clubes interessados em contar com ele, Bruninho acabou manifestando o interesse de jogar no Rubro-Negro.

### Flamengo
Em 7 de maio de 2013, o Flamengo comprou 50% dos direitos federativos de Bruninho. Após a compra dos 50% dos direitos federativos, foi revelado que a contratação de Bruninho esteve em risco após um contato de Muricy Ramalho com o próprio jogador, por telefone, mas a assinatura de um pré-contrato pesou a favor do Rubro-Negro. Assinou um contrato de três anos em 14 de maio de 2013. Na sua apresentação, Bruninho afirmou que teve 'medinho' de não concretizar a negociação com o Rubro-Negro.
| “ | Fiquei com um medinho mesmo, porque na melhor oportunidade da minha vida ia ficar nessa enrolação, não podia dar errado. Mas ainda bem que deu certo. | ” |

Ainda em sua apresentação, revelou que era torcedor do Palmeiras e que seu estilo de jogo parecia com o de Rafinha.
| “ | Não estava acompanhado muito o Flamengo, pois meu time de coração era o Palmeiras, mas agora é o Flamengo. Gosto das características do Rafinha, pois é um jogador rápido, bem parecido comigo e e espero brigar pela vaga, mas de forma sadia. | ” |

### Sport
No dia 6 de abril de 2014, Bruninho foi anunciado por empréstimo como novo reforço do Sport para a temporada de 2014, o jogador ficará até o fim da temporada no Leão.

### América Mineiro
Sem espaço no Sport, Bruninho foi novamente emprestado, desta vez, para o América Mineiro.

### XV de Piracicaba
Para a temporada de 2015, acertou por empréstimo com o XV de Piracicaba para a disputa do Paulistão daquele ano.

### Luverdense
No segundo semestre de 2015, seguiu depois para o Luverdense, também por empréstimo.

### Água Santa
Após rescindir seu contrato com o Flamengo, em 19 de janeiro de 2016, foi anunciado como reforço do Água Santa, em 22 de janeiro de 2016.

## Estatísticas
Até 10 de abril de 2016.

### Clubes
| Clube             | Temporada         | Campeonato nacional | Campeonato nacional | Campeonato nacional | Copa nacional[a] | Copa nacional[a] | Copa nacional[a] | Competições continentais[b] | Competições continentais[b] | Competições continentais[b] | Outros torneios[c] | Outros torneios[c] | Outros torneios[c] | Total | Total | Total   |
| Clube             | Temporada         | Jogos               | Gols                | Assist.             | Jogos            | Gols             | Assist.          | Jogos                       | Gols                        | Assist.                     | Jogos              | Gols               | Assist.            | Jogos | Gols  | Assist. |
| ----------------- | ----------------- | ------------------- | ------------------- | ------------------- | ---------------- | ---------------- | ---------------- | --------------------------- | --------------------------- | --------------------------- | ------------------ | ------------------ | ------------------ | ----- | ----- | ------- |
| Atlético Sorocaba | 2010              | —                   | —                   | —                   | —                | —                | —                | —                           | —                           | —                           | 6                  | 0                  | 0                  | 6     | 0     | 0       |
| Atlético Sorocaba | Total             | 0                   | 0                   | 0                   | 0                | 0                | 0                | 0                           | 0                           | 0                           | 6                  | 0                  | 0                  | 6     | 0     | 0       |
| Penapolense       | 2011              | —                   | —                   | —                   | —                | —                | —                | —                           | —                           | —                           | 5                  | 0                  | 0                  | 5     | 0     | 0       |
| Penapolense       | Total             | 0                   | 0                   | 0                   | 0                | 0                | 0                | 0                           | 0                           | 0                           | 5                  | 0                  | 0                  | 5     | 0     | 0       |
| Atlético Sorocaba | 2011              | —                   | —                   | —                   | —                | —                | —                | —                           | —                           | —                           | 0                  | 0                  | 0                  | 0     | 0     | 0       |
| Atlético Sorocaba | 2012              | —                   | —                   | —                   | —                | —                | —                | —                           | —                           | —                           | 15                 | 6                  | 0                  | 15    | 6     | 0       |
| Atlético Sorocaba | 2013              | —                   | —                   | —                   | —                | —                | —                | —                           | —                           | —                           | 15                 | 6                  | 0                  | 15    | 6     | 0       |
| Atlético Sorocaba | Total             | 0                   | 0                   | 0                   | 0                | 0                | 0                | 0                           | 0                           | 0                           | 30                 | 12                 | 0                  | 30    | 12    | 0       |
| Flamengo          | 2013              | 11                  | 0                   | 0                   | 2                | 0                | 1                | —                           | —                           | —                           | —                  | —                  | —                  | 13    | 0     | 1       |
| Flamengo          | 2014              | —                   | —                   | —                   | —                | —                | —                | —                           | —                           | —                           | 1                  | 0                  | 0                  | 1     | 0     | 0       |
| Flamengo          | Total             | 11                  | 0                   | 0                   | 2                | 0                | 1                | 0                           | 0                           | 0                           | 1                  | 0                  | 0                  | 14    | 0     | 1       |
| Sport             | 2014              | 1                   | 0                   | 0                   | 1                | 0                | 0                | —                           | —                           | —                           | 8                  | 0                  | 0                  | 10    | 0     | 0       |
| Sport             | Total             | 1                   | 0                   | 0                   | 1                | 0                | 0                | 0                           | 0                           | 0                           | 8                  | 0                  | 0                  | 10    | 0     | 0       |
| América Mineiro   | 2014              | 13                  | 0                   | 1                   | —                | —                | —                | —                           | —                           | —                           | —                  | —                  | —                  | 13    | 0     | 1       |
| América Mineiro   | Total             | 13                  | 0                   | 1                   | 0                | 0                | 0                | 0                           | 0                           | 0                           | 0                  | 0                  | 0                  | 13    | 0     | 1       |
| XV de Piracicaba  | 2015              | —                   | —                   | —                   | —                | —                | —                | —                           | —                           | —                           | 9                  | 0                  | 0                  | 9     | 0     | 0       |
| XV de Piracicaba  | Total             | 0                   | 0                   | 0                   | 0                | 0                | 0                | 0                           | 0                           | 0                           | 9                  | 0                  | 0                  | 9     | 0     | 0       |
| Luverdense        | 2015              | 8                   | 0                   | 0                   | —                | —                | —                | —                           | —                           | —                           | —                  | —                  | —                  | 8     | 0     | 0       |
| Luverdense        | Total             | 8                   | 0                   | 0                   | 0                | 0                | 0                | 0                           | 0                           | 0                           | 0                  | 0                  | 0                  | 8     | 0     | 0       |
| Água Santa        | 2016              | —                   | —                   | —                   | —                | —                | —                | —                           | —                           | —                           | 8                  | 2                  | 0                  | 8     | 2     | 0       |
| Água Santa        | Total             | 0                   | 0                   | 0                   | 0                | 0                | 0                | 0                           | 0                           | 0                           | 8                  | 2                  | 0                  | 8     | 2     | 0       |
| Total na carreira | Total na carreira | 33                  | 0                   | 1                   | 3                | 0                | 1                | 0                           | 0                           | 0                           | 67                 | 14                 | 0                  | 103   | 14    | 2       |

- a. ^ Jogos da Copa do Brasil
- b. ^ Jogos da Copa Sul-Americana
- c. ^ Jogos do Campeonato Paulista - Série A2, Copa Paulista, Campeonato Paulista - Série A3 e Campeonato Paulista

## Títulos
Penapolense
- Campeonato Paulista - Série A3: 2011

Flamengo
- Copa do Brasil: 2013

Sport
- Copa do Nordeste: 2014
- Campeonato Pernambucano: 2014